# Ćwiczenia aerobowe

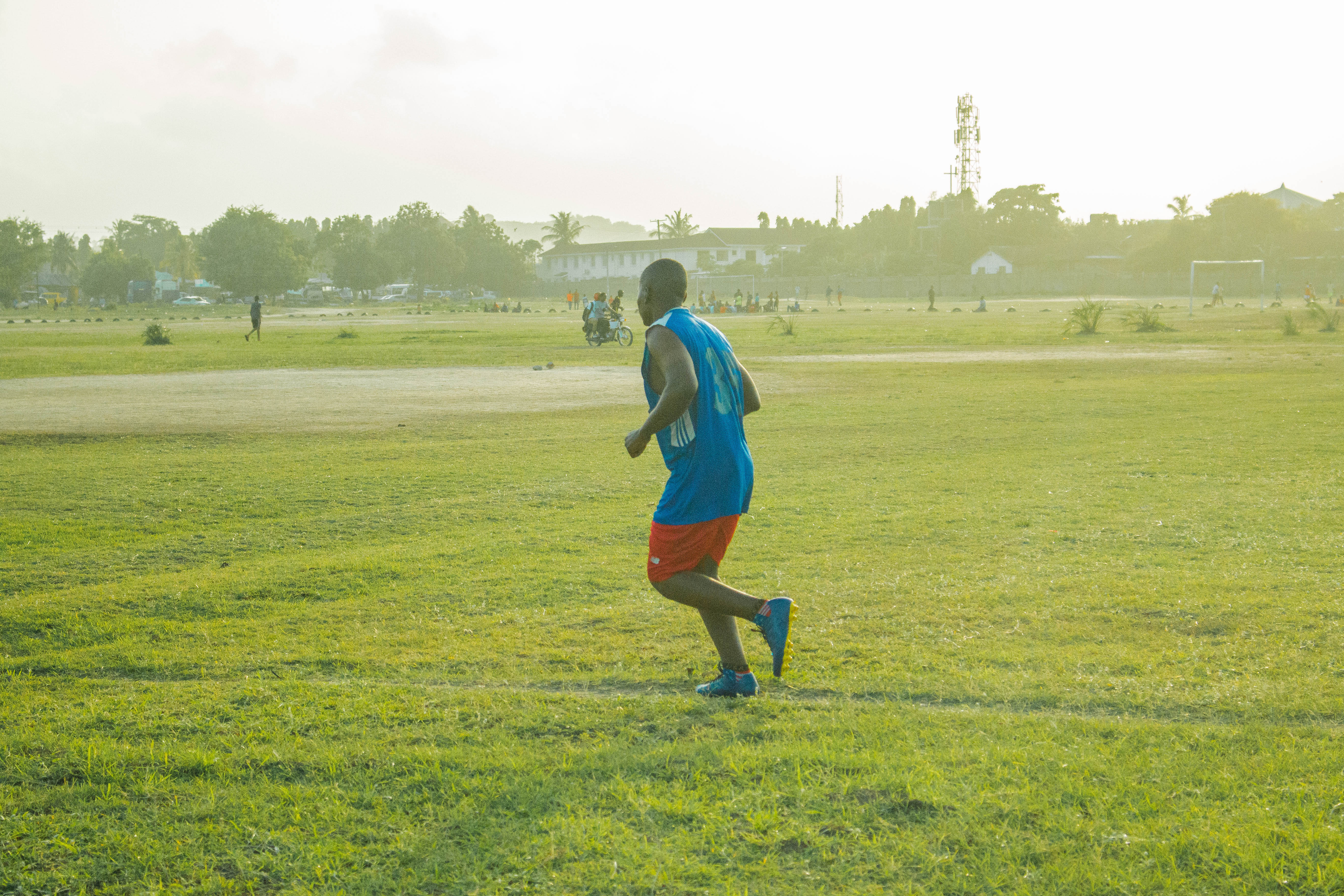
Jogging może być przykładem treningu aerobowego

Trening aerobowy – ćwiczenia fizyczne o niskiej lub średniej intensywności, w których tętno nie przekracza 70% tętna maksymalnego. Osiągają one poziom intensywności, przy którym energia do pracy mięśni pochodzi głównie z przemian zużywających tlen spalając glukozę, tłuszcze, ketokwasy i aminokwasy. Aktywność aerobowa jest często wykonywana w celu poprawy wytrzymałości sercowo-naczyniowej, zwiększenia beztłuszczowej masy mięśniowej i utraty wagi. Przykładem takiej aktywności może być bieganie, pływanie czy jazda na rowerze.
Prozdrowotny wpływ treningu aerobowego jest wskazywany przez wiele instytucji, jak np. amerykańskie Centers for Disease Control and Prevention, brytyjskie National Institute for Health and Care Excellence, czy Polskie Towarzystwo Kardiologiczne.
Termin trening aerobowy istnieje od lat 60. XX wieku, kiedy dr Kenneth H. Cooper spopularyzował go poprzez badania, które prowadził nad treningiem o wysokiej intensywności. Trening aerobowy, znany również jako trening o wysokiej intensywności, można podzielić na trzy kategorie: ciągły, interwałowy i próg. Podstawowym założeniem ciągłych ćwiczeń aerobowych jest to, że prawie każdy może wytrzymać ten rodzaj aktywności przez długi czas. Niektóre przykłady tego rodzaju aktywności to jogging, powolne chodzenie na bieżni w stałym tempie (ale bez zatrzymywania się, aby złapać oddech) lub bieganie bez przerwy przez jedną milę (bieg na milę co 5 minut).
Trening interwałowy to kolejny krok po ciągłej aktywności aerobowej. Trening interwałowy składa się z okresów o niskiej intensywności z okresami wysokiej intensywności, po których następuje okres regeneracji. Okres rekonwalescencji jest czasami określany jako ochłodzenie i zazwyczaj obejmuje spacer lub łatwy jogging. Intensywność wszystkich rodzajów ćwiczeń aerobowych można zwiększyć, dodając trening interwałowy.